# Méline (rivière)
Pour les articles homonymes, voir Méline.
La Méline également appelé Fontaine au Diable, est un ruisseau qui coule dans l'agglomération de Vesoul, dans le département de la Haute-Saône, en région Bourgogne-Franche-Comté. C'est un affluent gauche de la Colombine et donc un sous-affluent du Rhône par le Durgeon et la Saône.

## Géographie
Elle prend sa source près de la grotte de Solborde, à 300 m d'altitude, à l'extrémité sud d'Échenoz-la-Méline.
Elle coule globalement du sud vers le nord et s'appelle aussi en partie haute le ruisseau de la Fontaine au Diable. Elle traverse le lieu-dit la Source Denis et le lieu-dit le lavoir au coin de la rue de la mairie d'Échenoz-la-Méline. 
Elle conflue en rive gauche dans la Colombine, affluent du Durgeon, à 220 m d'altitude, à l'est de l'usine PSA de Vesoul, à l'est des magasins sud, entre les deux communes de Noidans-lès-Vesoul et Vesoul.
Un des deux ruisseaux qui l'alimente est aussi appelé ruisseau de la Fontaine au Diable. Son cours de 3,4 kilomètres, se situe presque exclusivement sur le territoire de la commune d'Echenoz-la-Méline. Le dernier kilomètre de son cours inférieur sert de limite aux deux communes d'Echenoz-la-Méline et de Noidans-les-Vesoul. 

### Communes et cantons traversés
La Méline traverse donc trois communes, toute faisant partie de l'agglomération de Vesoul : Échenoz-la-Méline, Noidans-lès-Vesoul, et Vesoul.
Soit en termes de cantons, la Méline prend source et conflue dans le même canton de Vesoul-1, dans l'arrondissement de Vesoul.

### Toponyme
La Méline a donné son hydronyme à sa commune source de Échenoz-la-Méline.

### Bassin versant
La Méline traverse une seule zone hydrographique « Le Durgeon de la Colombine à la Saône » U053.

### Organisme gestionnaire
L'organisme gestionnaire est le SMETA ou Syndicat mixte d'Etudes et de Travaux pour l'Aménagement du Durgeon et de ses affluents, sis à Vesoul.

## Affluent
La Méline n'a pas d'affluent référencé au SANDRE. 

### Rang de Strahler
Son rang de Strahler est donc de un.

## Hydrologie
Son régime hydrologique est dit pluvial.

### Climat de la Haute-Saône

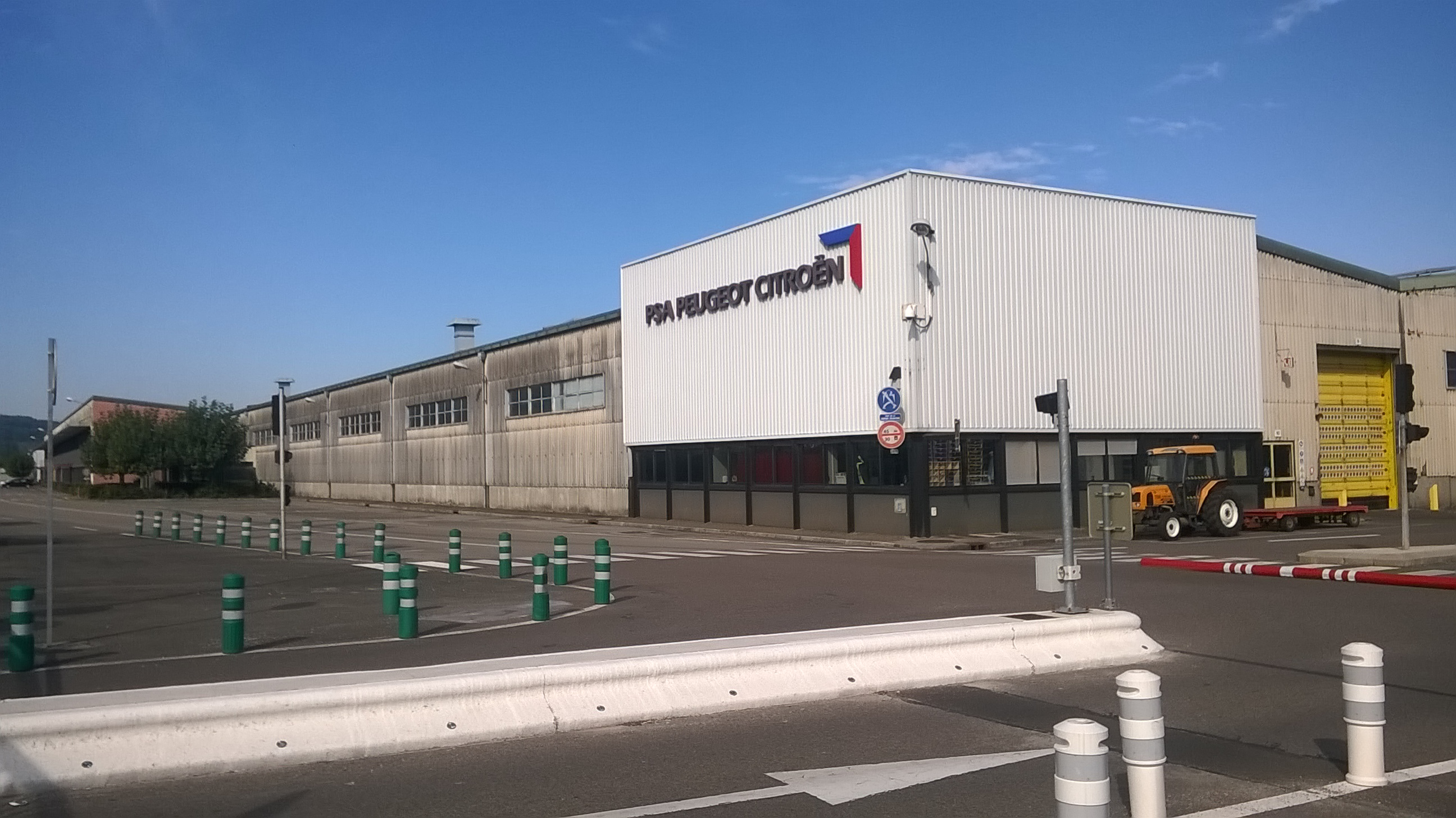
La Méline est couverte sous l'usine PSA de Vesoul juste avant sa confluence

## Aménagements et écologie
La Méline est couverte sous le site industriel et logistique Stellantis de Vesoul juste avant sa confluence.